# ديتفا
 ديتفا (بالسلوفاكية: Detva)‏ مدينة في وسط سلوفاكيا وتتبع إقليم بانسكا بيستريتسا.

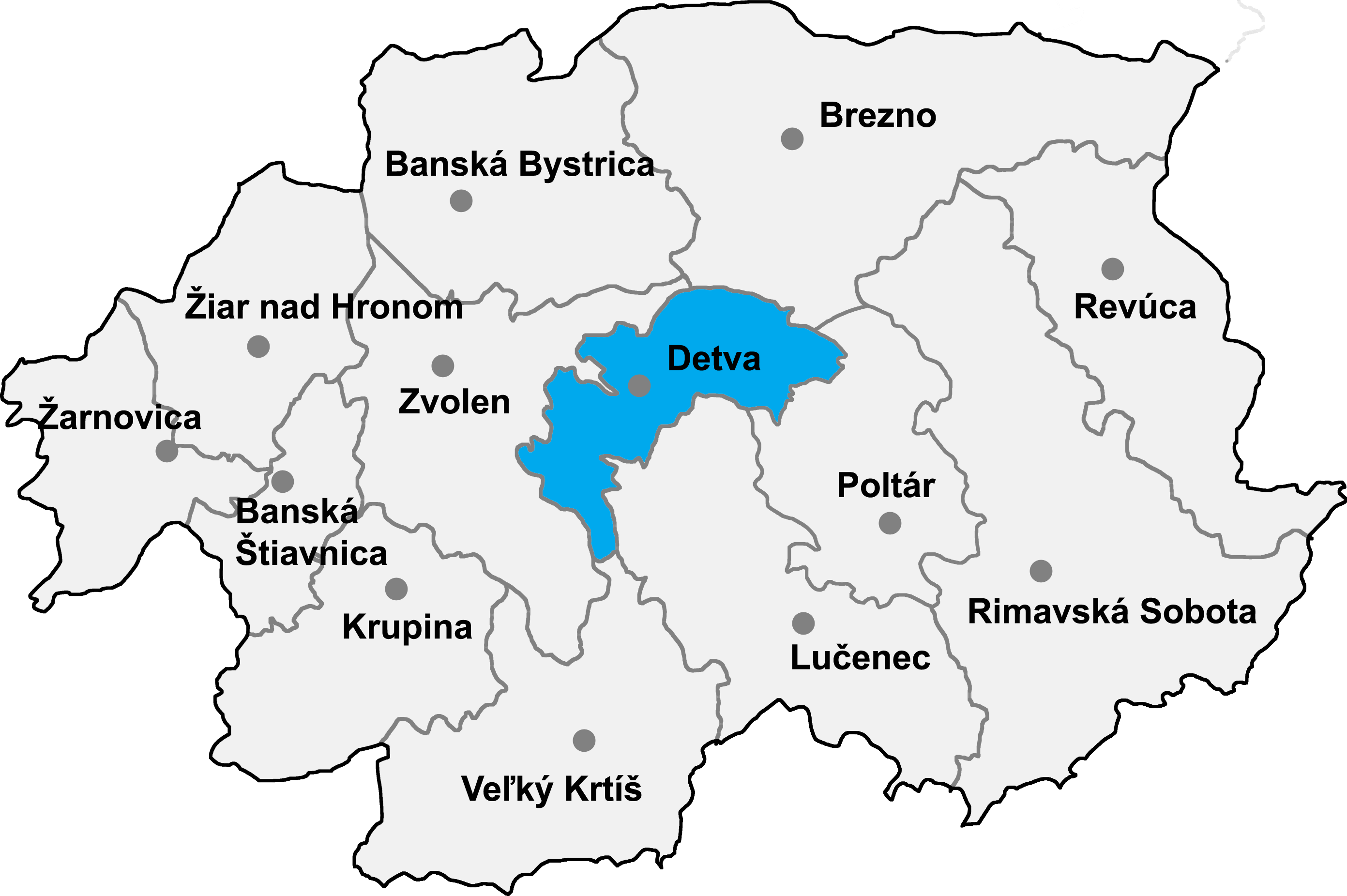
موقع ديتفا في إقليم بانسكا بيستريتسا

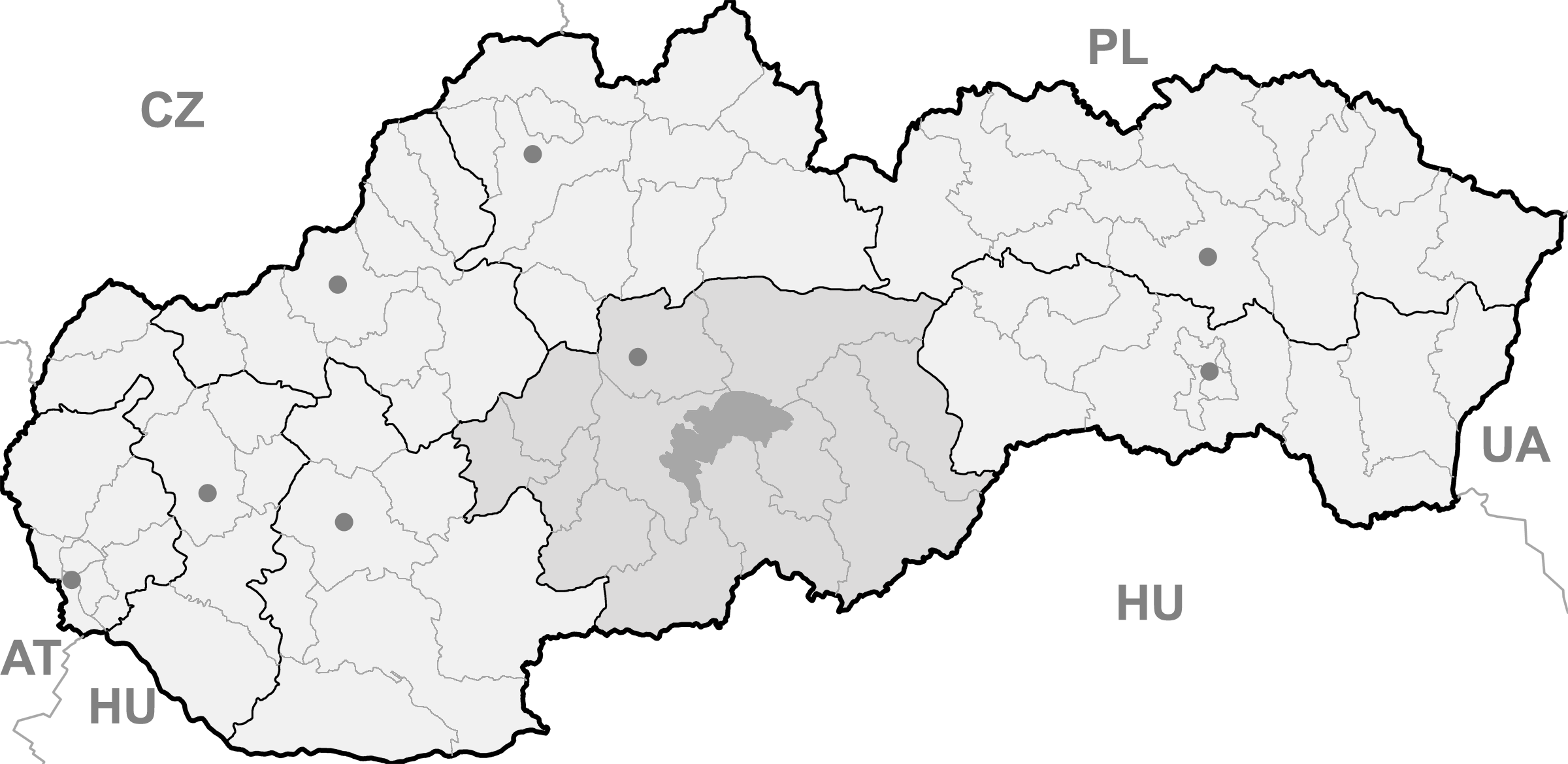
موقع ديتفا في سلوفاكيا